# The Rippingtons
The Rippingtons sind eine amerikanische Fusionband, die sich in Richtung Smooth Jazz entwickelt hat. Das Quintett wurde 1986 von dem Gitarristen Russ Freeman in Los Angeles gegründet.

## Geschichte
Die Band war zunächst ein All-Star-Ensemble, das Freeman zusammenrief, um das Album Moonlighting einzuspielen. Nachdem dieses Album kommerziell sehr erfolgreich war, verstetigte Freeman die Band. In der Vergangenheit gehörten der Gruppe Saxophonisten wie Eric Marienthal, Paul Taylor, Jeff Kashiwa, Brandon Fields, Dave Koz und Kenny G, die Keyboarder Gregg Karukas, Dave Kochanski, David Benoit, Tom McMorran und Mark Portmann, die Bassisten Kim Stone und Steve Bailey und die Schlagzeuger Tony Morales, David Anderson und Dave Hooper an. Für die Plattenaufnahmen wurde das Quintett um Perkussionisten wie Scott Breadman, Ray Yslas und Steve Reid verstärkt. Auf Japantourneen hat die Band auch mit Sadao Watanabe zusammengearbeitet.
Das Album Black Diamond erreichte #1 bei Billboard. Das Titelstück ihres Albums Let It Ripp wurde ebenfalls ein Hit.
In den letzten Jahren hat die Gruppe auch Latin-Einflüsse aufgegriffen, was etwa auf ihrem Album Wild Card zu hören ist, an dem Gastmusiker wie Willy Chirino, Chante Moore und Albita beteiligt sind. Ihr Album Modern Art wurde im Dezember 2009 für den Grammy in der Kategorie „Best Pop Instrumental Album“ nominiert.

## Diskografie
- Moonlighting (1986)
- Kilimanjaro (1988)
- Tourist in Paradise (1989)
- Welcome to the St. James' Club (1990)
- Curves Ahead (1991)
- Weekend in Monaco (1992)
- Live in L.A. (1993)
- Sahara (1994)
- Brave New World (1996)
- Black Diamond (1997)
- The Best of The Rippingtons (1997)
- Topaz (1999)
- Life in the Tropics (2000)
- Live Across America (2002)
- Let It Ripp (2003)
- Wild Card (2005)
- 20th Anniversary (2006)
- Modern Art (2009)
- Cote D'Azur (2011)
- Built to Last (2012)
- Fountain of Youth (2014)
- True Stories (2016)
- Open Road (2019)